# Pneumònia associada a l'assistència sanitària
En medicina, la pneumònia associada a l'assistència sanitària (PAAS) és una forma de pneumònia en pacients que han estat recentment en contacte estret amb el sistema sanitari.
La PAAS és una malaltia que es dona en pacients no hospitalitzats (similar a la pneumònia comunitària o CAP), però les seves causes, prognosi, prevenció i tractament són més semblants a les de la pneumònia nosocomial (PN). S'introduí aquesta categoria perquè la cura sanitària canvia cada vegada més d'una cura basada en l'hospital a una cura a casa, i cada vegada viu més gent en residències per gent gran o centres de dia.
La pneumònia adquirida als centres de dia és un subgrup important de la PAAS. Els residents dels centres de dia poden infectar-se a través del seu contacte amb el sistema sanitari; així doncs, els microbis causants de la pneumònia poden ser diferents dels que s'observen tradicionalmenten els pacients que viuen a la comunitat, i necessitar antibiòtics diferents. Altres grups inclouen pacients que són admesos periòdicament per hemodiàlisi o infusió intravenosa (per exemple, quimioteràpia). Especialment en els pacients molt grans o amb demència, és probable que la PAAS es presenti amb símptomes atípics.
En comparació amb la PAC, la PAAS té més probabilitats de ser causada per bacteris resistents als antibiòtics de primera línia, com ara l'estafilococ daurat resistent a la meticil·lina (MRSA) o Pseudomonas aeruginosa. L'estratègia antibiòtica òptima per al tractament de la PAAS roman controvertida. S'ha demostrat que les vacunes de la grip redueixen el risc de pneumònia en els residents als centres geriàtrics. També es recomana la vacuna pneumocòccica de polisacàrid, tot i que les proves del seu rol preventiu contra la pneumònia són més conflictives.
La PAAS fou suggerida com una nova categoria de pneumònia el 2005 per l'American Thoracic Society i la Infectious Diseases Society of America.